# Port Hacking, New South Wales

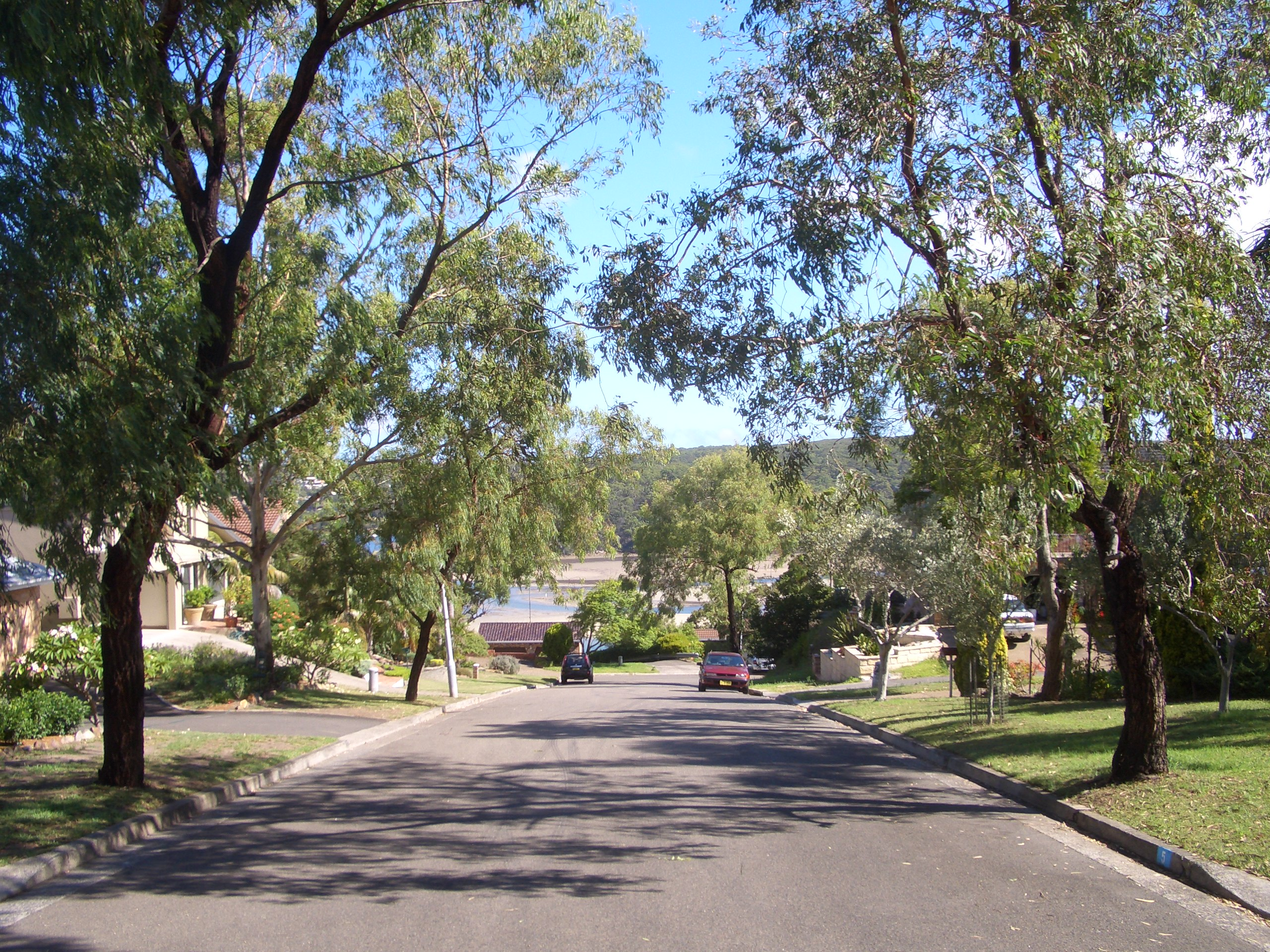
Sandbar Place, Port Hacking

Port Hacking este o suburbie din Sydney, Australia.